# Couffy
Pour les articles homonymes, voir Couffy (homonymie).
Ne doit pas être confondu avec Couffy-sur-Sarsonne.
Couffy est une commune française située dans le département de Loir-et-Cher en région Centre-Val de Loire.
Localisée au sud du département, la commune fait partie de la petite région agricole « les Plateaux bocagers de la Touraine méridionale », regroupant des milieux très hétérogènes, plateau dénudé de Pontlevoy, vallée du Cher bordée de coteaux de vignes et aspects de gatine au-delà.
L'occupation des sols est marquée par l'importance des espaces agricoles et naturels qui occupent la quasi-totalité du territoire communal. Plusieurs espaces naturels d'intérêt sont présents dans la commune : deux espaces protégés, deux sites natura 2000, quatre zones naturelles d'intérêt écologique, faunistique et floristique (ZNIEFF) et un espace naturel sensible, En 2010, l'orientation technico-économique de l'agriculture dans la commune est la culture des céréales et des oléoprotéagineux. À l'instar du département qui a vu disparaître le quart de ses exploitations en dix ans, le nombre d'exploitations agricoles a fortement diminué, passant de 48 en 1988, à 25 en 2000, puis à 15 en 2010.

## Géographie

### Localisation et communes limitrophes
La commune de Couffy se trouve au sud du département de Loir-et-Cher, dans la petite région agricole des Plateaux bocagers de la Touraine méridionale,. À vol d'oiseau, elle se situe à 38,9 km  de Blois, préfecture du département, à 26 km de Romorantin-Lanthenay, sous-préfecture, et à 6 km de Saint-Aignan, chef-lieu du canton de Saint-Aignan dont dépend la commune depuis 2015. La commune fait en outre partie du bassin de vie de Saint-Aignan.
Les communes les plus proches sont :
Lye (3,2 km)(Indre), Seigy (3,6 km), Meusnes (4,1 km), Noyers-sur-Cher (4,7 km), Châtillon-sur-Cher (4,8 km), Châteauvieux (4,9 km), Saint-Aignan (6 km), Villentrois (6 km) (Indre) et La Vernelle (7,5 km) (Indre).
| Noyers-sur-Cher | Noyers-sur-Cher | Châtillon-sur-Cher |
| Seigy           | Couffy          | Meusnes            |
| Châteauvieux    | Lye             | Lye / Meusnes      |

La commune se trouve dans l'aire géographique et dans la zone de production du lait, de fabrication et d'affinage du fromage valençay.

### Paysages et relief
Dans le cadre de la Convention européenne du paysage, adoptée le 20 octobre 2000 et entrée en vigueur en France le 1er juillet 2006, un atlas des paysages de Loir-et-Cher a été élaboré en 2010 par le CAUE de Loir-et-Cher, en collaboration avec la DIREN Centre (devenue DREAL en 2011), partenaire financier. Les paysages du département s'organisent ainsi en huit grands ensembles et 25 unités de paysage,. La commune fait partie de deux unités de paysage : les « coteaux du Cher » et « le Cher de Saint-Aignan », dans « la vallée du Cher ».
Les coteaux du Cher, plus vastes que la simple marge de la vallée, s'étendent sur une épaisseur de 4 à 8 kilomètres en moyenne pour une longueur totale de 25 kilomètres environ. Ils s'organisent en une succession de collines et de vallées qui prennent leurs sources sur la crête dessinée par la confluence de l'Indre et du Cher.
Large de deux à trois kilomètres, la vallée du  Cher autour de Saint-Aignan est irrégulièrement bordée de coteaux festonnés, formant des ondulations plus ou moins amples à la manière d'un drapé.
L'altitude du territoire communal varie de 67 mètres à 134 mètres,.

### Hydrographie

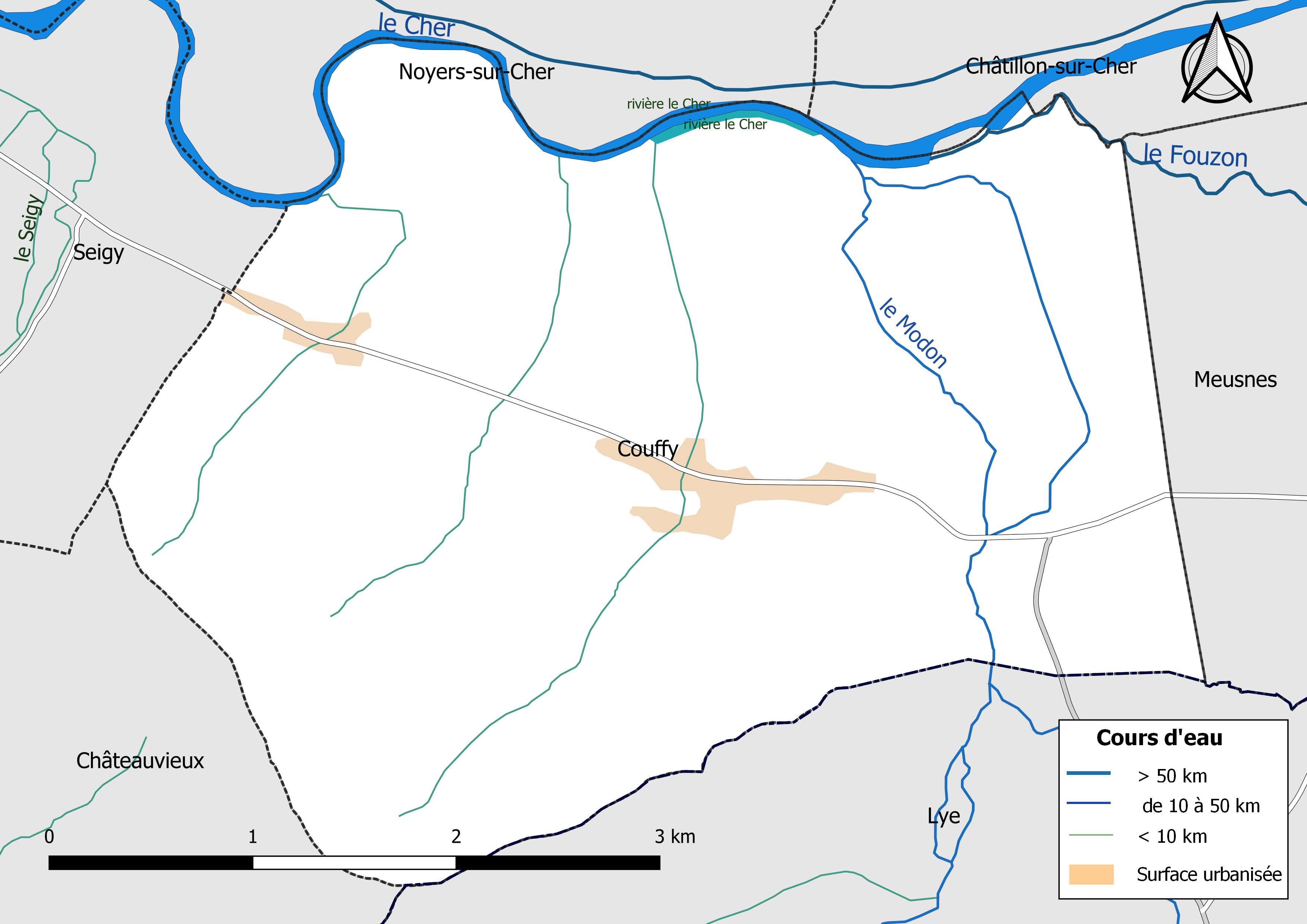
Réseau hydrographique de Couffy.

La commune est drainée par le Cher (2,904 km), le Fouzon (0,574 km) le Modon (3,039 km) et par divers petits cours d'eau, constituant un réseau hydrographique de 19,35 km de longueur totale.
Le Cher, d'une longueur totale de 365,5 km, prend sa source dans la commune de Mérinchal (Creuse) et se jette dans la Loire à Cinq-Mars-la-Pile (Indre-et-Loire), après avoir traversé 117 communes.
Le Fouzon traverse la commune du sud-est vers le nord-ouest. D'une longueur totale de 59 km, il prend sa source dans la commune de Nohant-en-Graçay (Cher) et se jette dans le Cher, après avoir traversé 14 communes.
Sur le plan piscicole, ces cours d'eau sont classés en deuxième catégorie, où le peuplement piscicole dominant est constitué de poissons blancs (cyprinidés) et de carnassiers (brochet, sandre et perche).

### Climat
Pour des articles plus généraux, voir Climat du Centre-Val de Loire et Climat de Loir-et-Cher.
En 2010, le climat de la commune est de type climat océanique altéré, selon une étude du CNRS s'appuyant sur une série de données couvrant la période 1971-2000. En 2020, Météo-France publie une typologie des climats de la France métropolitaine dans laquelle la commune est toujours exposée à un climat océanique altéré et est dans une zone de transition entre les régions climatiques « Moyenne vallée de la Loire » et « Centre et contreforts nord du Massif Central ».
Pour la période 1971-2000, la température annuelle moyenne est de 12 °C, avec une amplitude thermique annuelle de 15,6 °C. Le cumul annuel moyen de précipitations est de 664 mm, avec 10,5 jours de précipitations en janvier et 6,7 jours en juillet. Pour la période 1991-2020, la température moyenne annuelle observée sur la station météorologique de Météo-France la plus proche, dans la commune de Lye à 3 km à vol d'oiseau, est de 12,1 °C et le cumul annuel moyen de précipitations est de 673,1 mm,. Pour l'avenir, les paramètres climatiques de la commune estimés pour 2050 selon différents scénarios d'émission de gaz à effet de serre sont consultables sur un site dédié publié par Météo-France en novembre 2022.

### Milieux naturels et biodiversité

#### Espaces protégés
La protection réglementaire est le mode d'intervention le plus fort pour préserver des espaces naturels remarquables et leur biodiversité associée.Deux espaces protégés sont présents dans la commune : « Couffy », un terrain acquis par le Conservatoire d'espaces naturels Centre-Val de Loire. Il présente une superficie de 118,42 ha, « Prairie du Fouzon », un terrain acquis par le Conservatoire d'espaces naturels Centre-Val de Loire. Il présente une superficie de 70,71 ha.

#### Sites Natura 2000
Le réseau Natura 2000 est un réseau écologique européen de sites naturels d'intérêt écologique élaboré à partir des Directives « Habitats » et « Oiseaux ». Ce réseau est constitué de Zones spéciales de conservation (ZSC) et de Zones de protection spéciale (ZPS). Dans les zones de ce réseau, les États membres s'engagent à maintenir dans un état de conservation favorable les types d'habitats et d'espèces concernés, par le biais de mesures réglementaires, administratives ou contractuelles. L'objectif est de promouvoir une gestion adaptée des habitats tout en tenant compte des exigences économiques, sociales et culturelles, ainsi que des particularités régionales et locales de chaque État membre. Les activités humaines ne sont pas interdites, dès lors que celles-ci ne remettent pas en cause significativement l'état de conservation favorable des habitats et des espèces concernés. Des parties du territoire communal sont incluses dans les sites Natura 2000 suivants :
- les « Vallée du Cher et coteaux, forêt de Grosbois », d'une superficie de 1 700 ha[32] ;
- les « Prairies du Fouzon », d'une superficie de 1 693 ha[33].

#### Zones naturelles d'intérêt écologique, faunistique et floristique
L'inventaire des zones naturelles d'intérêt écologique, faunistique et floristique (ZNIEFF) a pour objectif de réaliser une couverture des zones les plus intéressantes sur le plan écologique, essentiellement dans la perspective d'améliorer la connaissance du patrimoine naturel national et de fournir aux différents décideurs un outil d'aide à la prise en compte de l'environnement dans l'aménagement du territoire. Le territoire communal de Couffy comprend quatre ZNIEFF :
- les « Prairies de la Boucle de Couffy (Prairies du Fouzon partie ouest) » (223,66 ha)[35] ;
- les « Prairies de la confluence Cher - Fouzon » (161,93 ha)[36] ;
- les « Prairies du Fouzon » (2 031,36 ha)[37] ;
- la « Zone d'hivernage de Chiroptères des Vallées du Modon et affluents » (2 050,96 ha)[38].

#### Espaces naturels sensibles
Dans le cadre de sa politique environnementale, le Conseil départemental labellise certains sites au patrimoine naturel remarquable, les « espaces naturels sensibles », dans le but de les préserver, les faire connaître et les valoriser. Vingt-six sites sont ainsi identifiés dans le département dont un situé sur le territoire communal : les « Prairies alluviales du Cher et du Fouzon  ».

Cartes des Znieff et site Natura 2000.
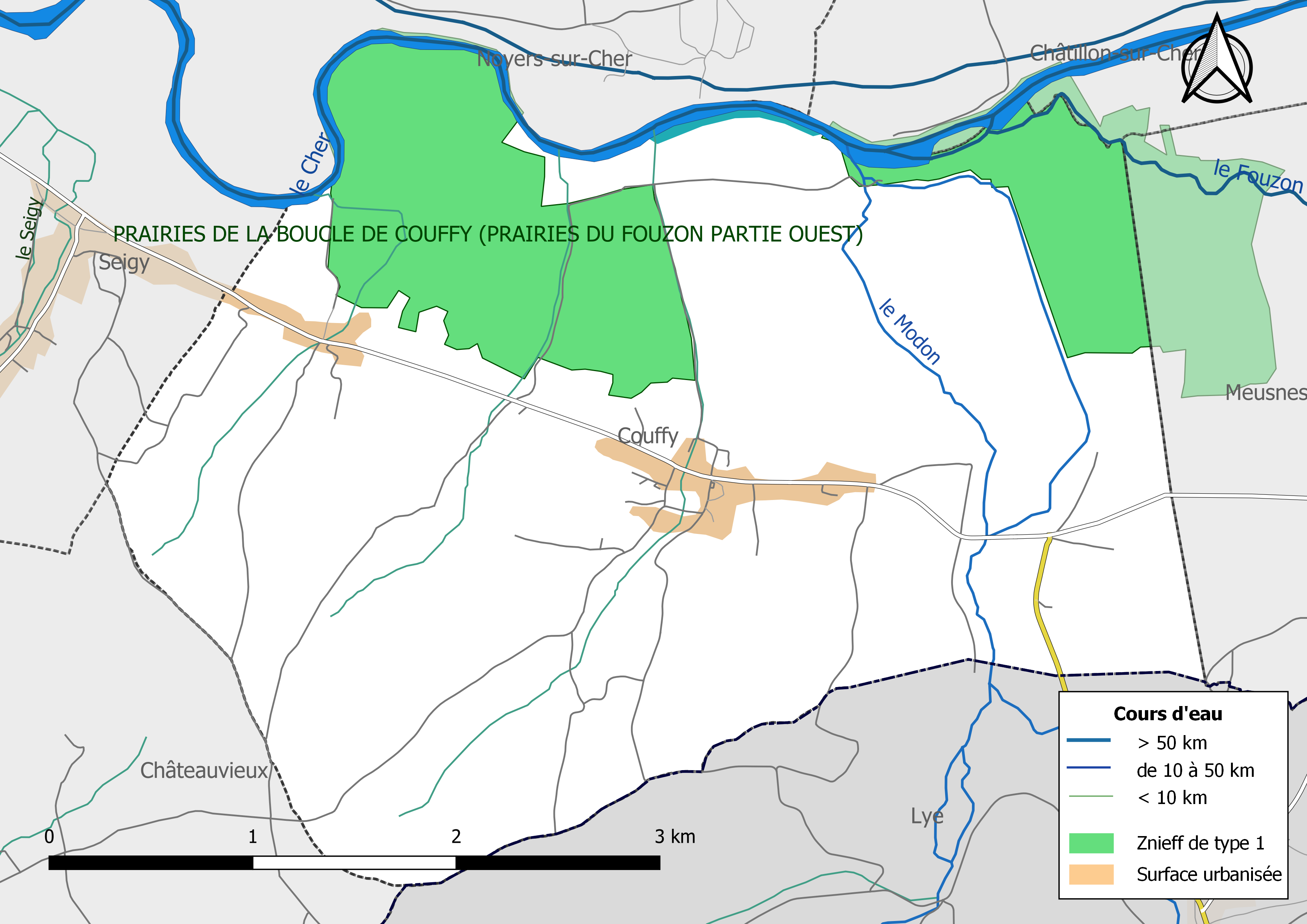
Carte des ZNIEFF de type 1 localisées dans la commune[Note 2].
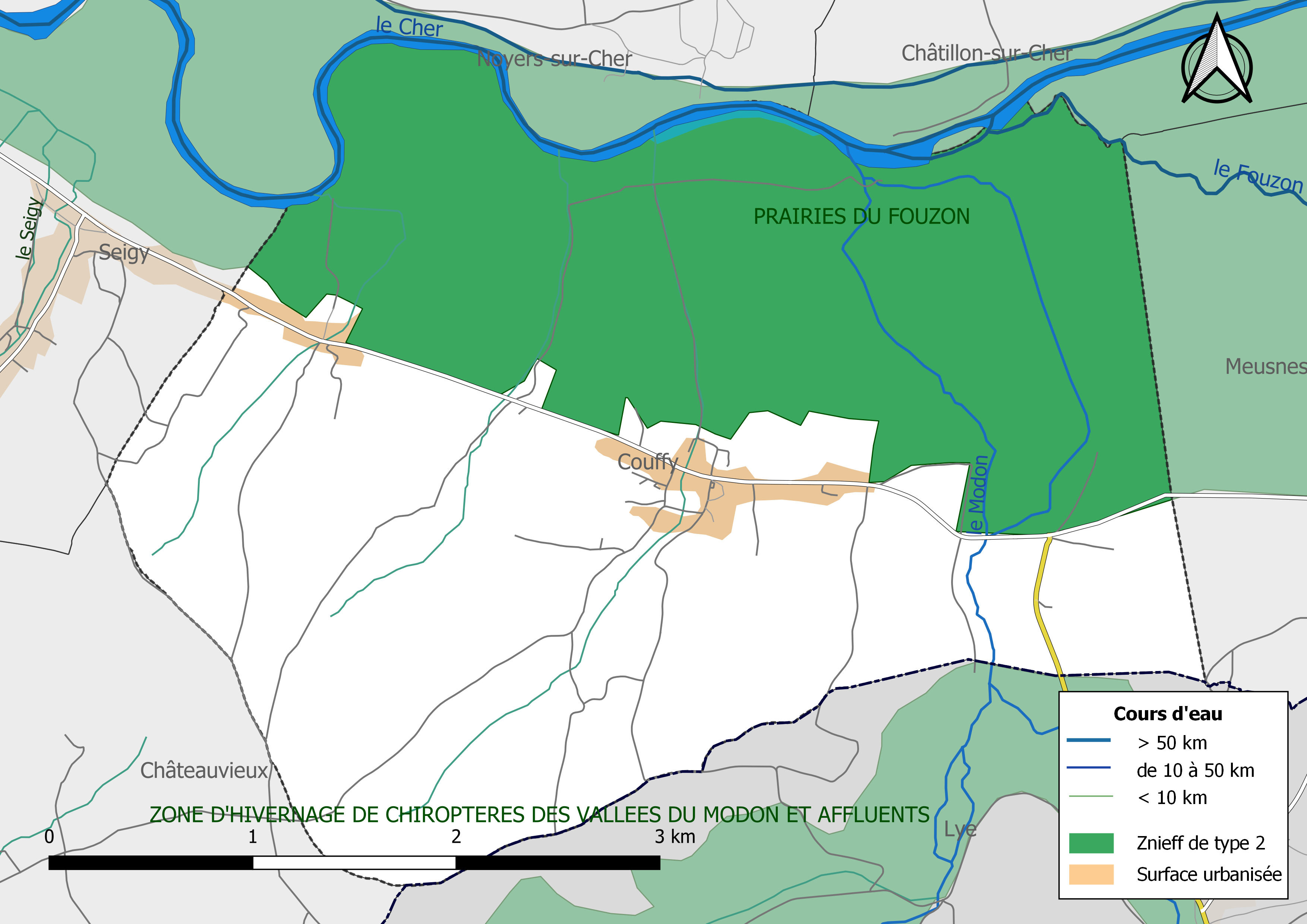
Carte des ZNIEFF de type 2 localisées dans la commune[Note 3].
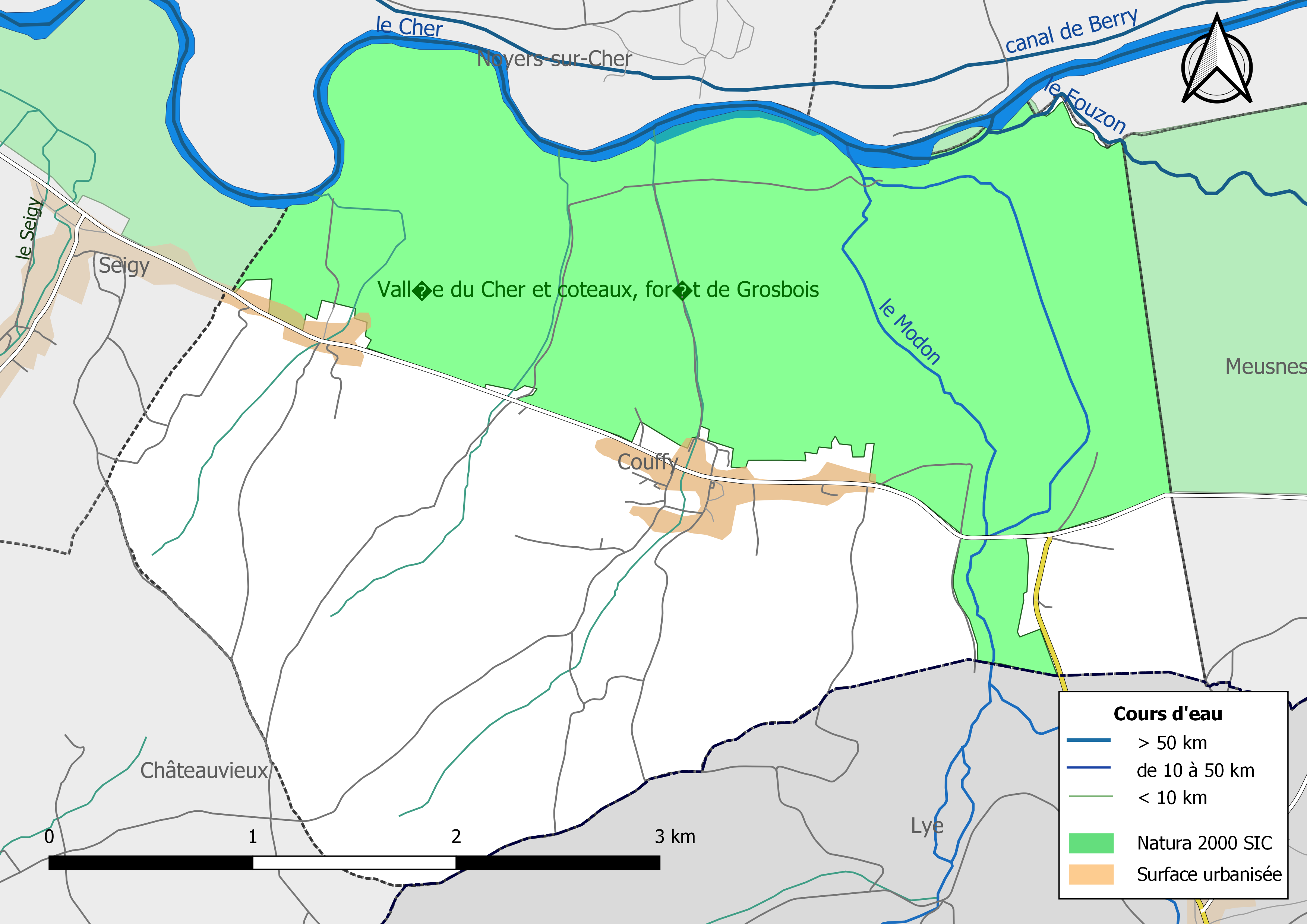
Carte du site Natura 2000 de type SIC localisée dans la commune.
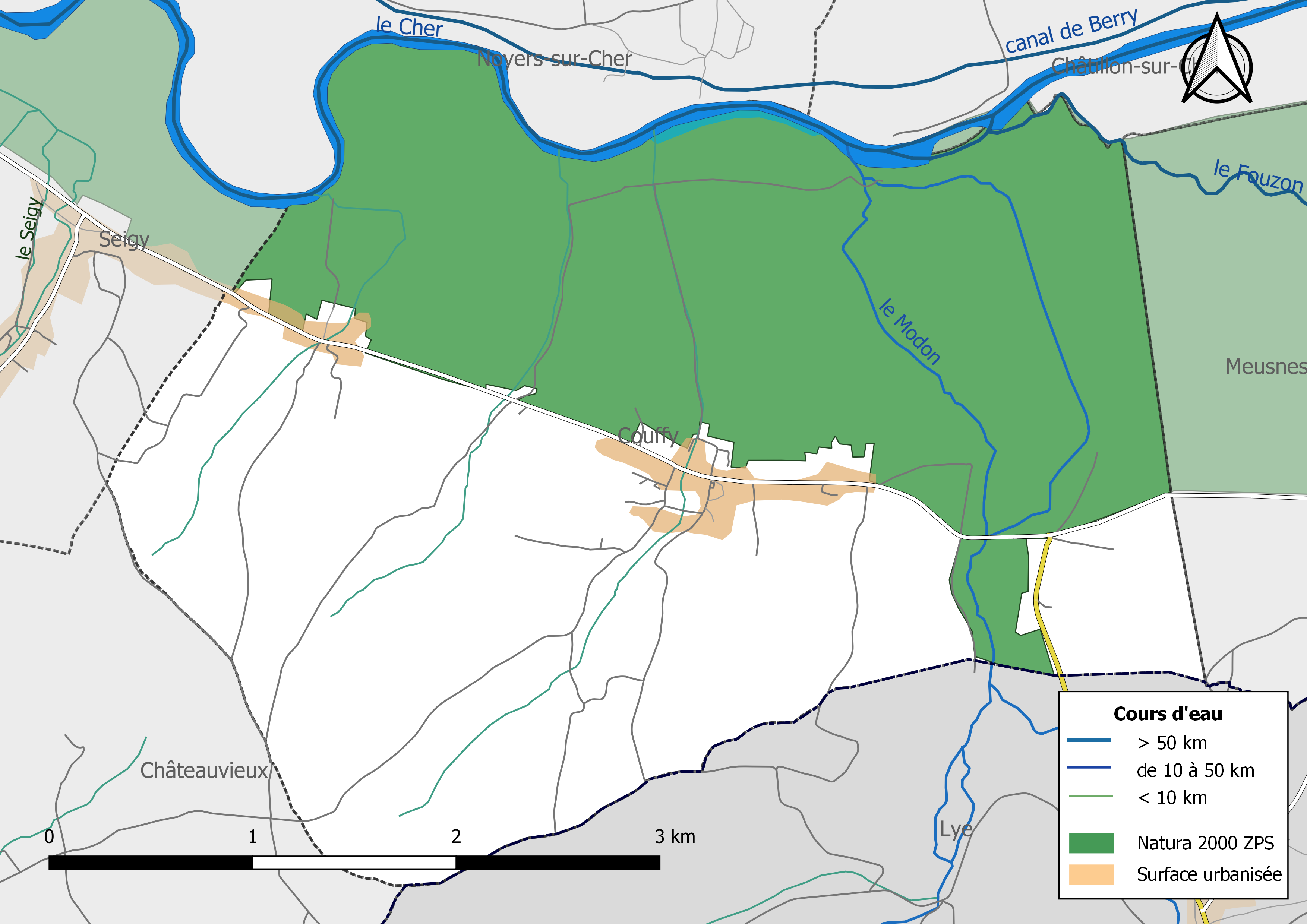
Une partie du territoire communal est incluse dans le site Natura 2000 les « Prairies du Fouzon ».

## Urbanisme

### Typologie
Au 1er janvier 2024, Couffy est catégorisée commune rurale à habitat dispersé, selon la nouvelle grille communale de densité à sept niveaux définie par l'Insee en 2022.
Elle est située hors unité urbaine. Par ailleurs la commune fait partie de l'aire d'attraction de Saint-Aignan, dont elle est une commune de la couronne,. Cette aire, qui regroupe 5 communes, est catégorisée dans les aires de moins de 50 000 habitants,.

### Occupation des sols
L'occupation des sols est marquée par l'importance des espaces agricoles et naturels (96,8 %). La répartition détaillée ressortant de la base de données européenne d'occupation biophysique des sols Corine Land Cover millésimée 2012 est la suivante :
terres arables (11,6 %),
cultures permanentes (0,6 %),
zones agricoles hétérogènes (15,4 %),
prairies (3,5 %),
forêts (65,2 %),
milieux à végétation arbustive ou herbacée (0,7 %),
zones urbanisées (1 %),
espaces verts artificialisés non agricoles (0,5 %),
zones industrielles et commerciales et réseaux de communication (1,7 %),
eaux continentales (0,5 %).
Le territoire présente une identité forte autour de l'eau : le paysage est riche d'une diversité de points de vue liés aux vallées (Cisse et Loire), et d'ouvrages liés à l'eau. À l'échelle de l'unité géographique « Veuzain-sur-Loire / Chaumont-sur-Loire», qui regroupe sept communes, dont Monteaux, la consommation d'espaces agricoles et naturels pour répondre aux besoins de développement a été soutenue : 81 % des aménagements (logements, équipements, entreprises) ont été réalisés sur de nouveaux terrains, soit 112 hectares entre 2002 et 2015.

### Planification
En matière de planification, la commune disposait en 2017 d'un plan d'occupation des sols approuvé, un plan local d'urbanisme était en révision. Par ailleurs, à la suite de la loi ALUR (loi pour l'accès au logement et un urbanisme rénové) de mars 2014, un plan local d'urbanisme intercommunal couvrant le territoire de la communauté de communes Val-de-Cher-Controis a été prescrit le 3 décembre 2015.

### Habitat et logement
Le tableau ci-dessous présente la typologie des logements à Couffy en 2016 en comparaison avec celle du Loir-et-Cher et de la France entière. Une caractéristique marquante du parc de logements est ainsi la faible proportion des résidences secondaires et logements occasionnels (9,2 %) par rapport au département (18 %) et à la France entière (9,6 %). Concernant le statut d'occupation de ces logements, 86,4 % des habitants de la commune sont propriétaires de leur logement (85,3 % en 2011), contre 68,1 % pour le Loir-et-Cher et 57,6 pour la France entière.
|                                                         | Couffy | Loir-et-Cher | France entière |
| ------------------------------------------------------- | ------ | ------------ | -------------- |
| Résidences principales (en %)                           | 75,0   | 74,5         | 82,3           |
| Résidences secondaires et logements occasionnels (en %) | 9,2    | 18           | 9,6            |
| Logements vacants (en %)                                | 15,8   | 7,5          | 8,1            |

### Risques majeurs
Le territoire communal de Couffy est vulnérable à différents aléas naturels : inondations (par débordement du Cher), climatiques (hiver exceptionnel ou canicule), mouvements de terrains ou sismique (sismicité faible),.

#### Risques naturels

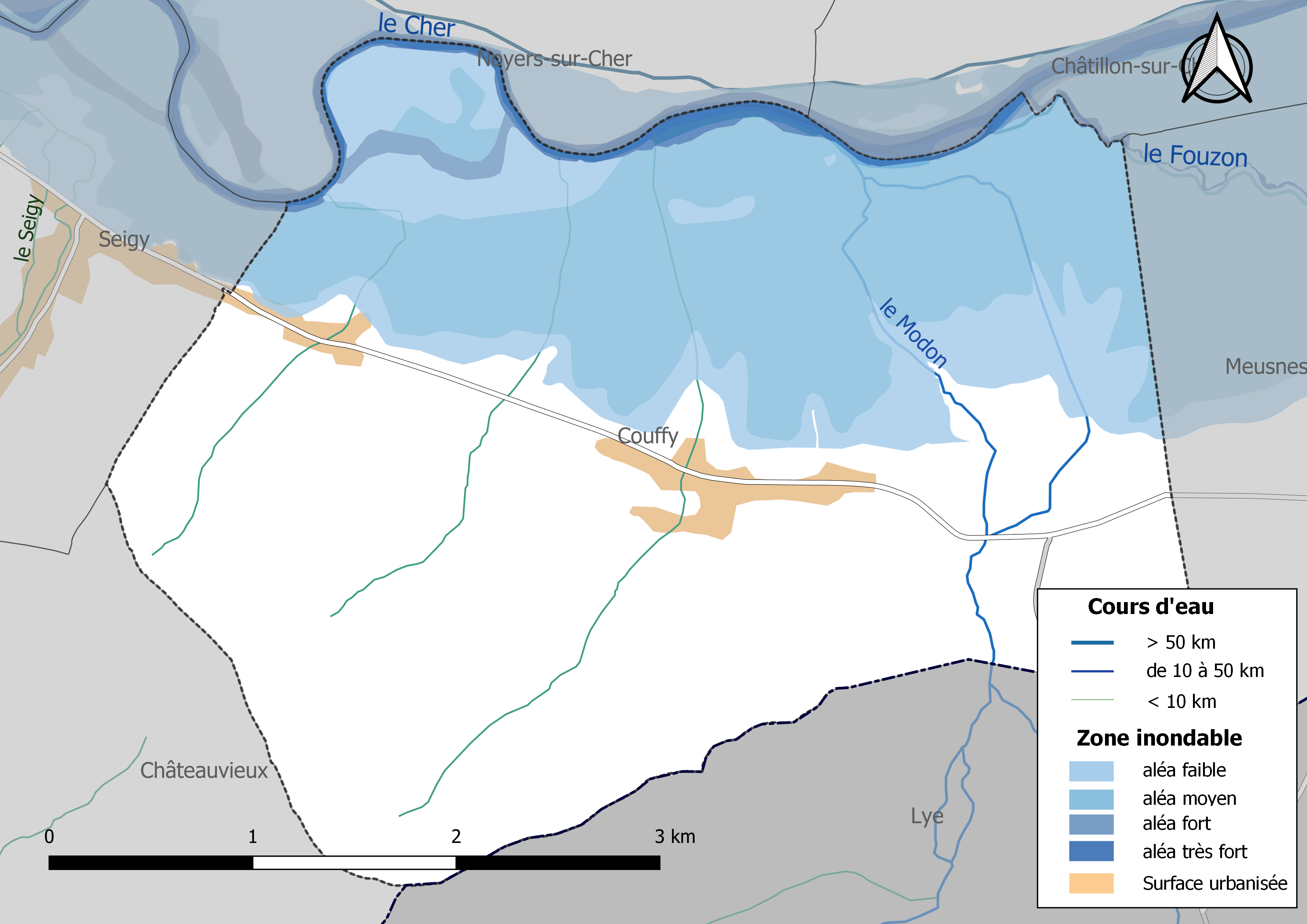
Zones inondables de la commune de Couffy.

Les mouvements de terrains susceptibles de se produire dans la commune sont soit des mouvements liés au retrait-gonflement des argiles, soit des chutes de blocs, soit des effondrements liés à des cavités souterraines. Le phénomène de retrait-gonflement des argiles est la conséquence d'un changement d'humidité des sols argileux. Les argiles sont capables de fixer l'eau disponible mais aussi de la perdre en se rétractant en cas de sécheresse. Ce phénomène peut provoquer des dégâts très importants sur les constructions (fissures, déformations des ouvertures) pouvant rendre inhabitables certains locaux. La carte de zonage de cet aléa peut être consultée sur le site de l'observatoire national des risques naturels Georisques. Une autre carte permet de prendre connaissance des cavités souterraines localisées dans la commune.
Les crues du Cher sont moins importantes que celles de la Loire, mais elles peuvent provoquer des dégâts importants. Les crues historiques sont celles de 1856 (5 m à l'échelle de Noyers-sur-Cher), 1940 (4,03 m) et 1977 (3,58 m). Le débit maximal historique est de 1 560 m3/s et caractérise une crue de retour supérieur à cent ans pour Montrichard Val de Cher. Le risque d'inondation est pris en compte dans l'aménagement du territoire de la commune par le biais du Plan de prévention du risque inondation (PPRI) du Cher.

## Toponymie
C'est en 1998 que la commune adopta son orthographe actuelle, Couffy, en vertu du décret du 16 novembre de la même année.

## Histoire

### Avant la Révolution
- Le village appartenait à l'abbaye de Selles.

### Révolution française et Empire

#### Nouvelle organisation territoriale
Le décret de l'Assemblée nationale du 12 novembre 1789 décrète qu'« il y aura une municipalité dans chaque ville, bourg, paroisse ou communauté de campagne », mais ce n'est qu'avec le décret de la Convention nationale du 10 brumaire an II (31 octobre 1793) que la paroisse de Couffy devient formellement « commune de Couffy »,.
En 1790, dans le cadre de la création des départements, la municipalité est rattachée au canton de Saint Aignan et au district de Saint Aignan. Les cantons sont supprimés, en tant que découpage administratif, par une loi du 26 juin 1793, et ne conservent qu'un rôle électoral, permettant l'élection des électeurs du second degré chargés de désigner les députés,. La Constitution du 5 fructidor an III, appliquée à partir de vendémiaire an IV (1795) supprime les districts, considérés comme des rouages administratifs liés à la Terreur, mais maintient les cantons qui acquièrent dès lors plus d'importance en retrouvant une fonction administrative. Enfin, sous le Consulat, un redécoupage territorial visant à réduire le nombre de justices de paix ramène le nombre de cantons en Loir-et-Cher de 33 à 24. Couffy est alors rattachée au canton de Saint-Aignan et à l'arrondissement de Blois par arrêté du 5 vendémiaire an X (26 septembre 1801),,. Cette organisation va rester inchangée pendant près de 150 ans.

### Époque contemporaine
- "Couffi" devint Couffy en 1998.

## Politique et administration

### Découpage territorial
La commune de Couffy est membre de la communauté de communes Val-de-Cher-Controis, un établissement public de coopération intercommunale (EPCI) à fiscalité propre créé le 1er janvier 2017.
Elle est rattachée sur le plan administratif à l'arrondissement de Romorantin-Lanthenay, au département de Loir-et-Cher et à la région Centre-Val de Loire, en tant que circonscriptions administratives. Sur le plan électoral, elle est rattachée au canton de Saint-Aignan depuis 2015 pour l'élection des conseillers départementaux et à la deuxième circonscription de Loir-et-Cher pour les élections législatives.

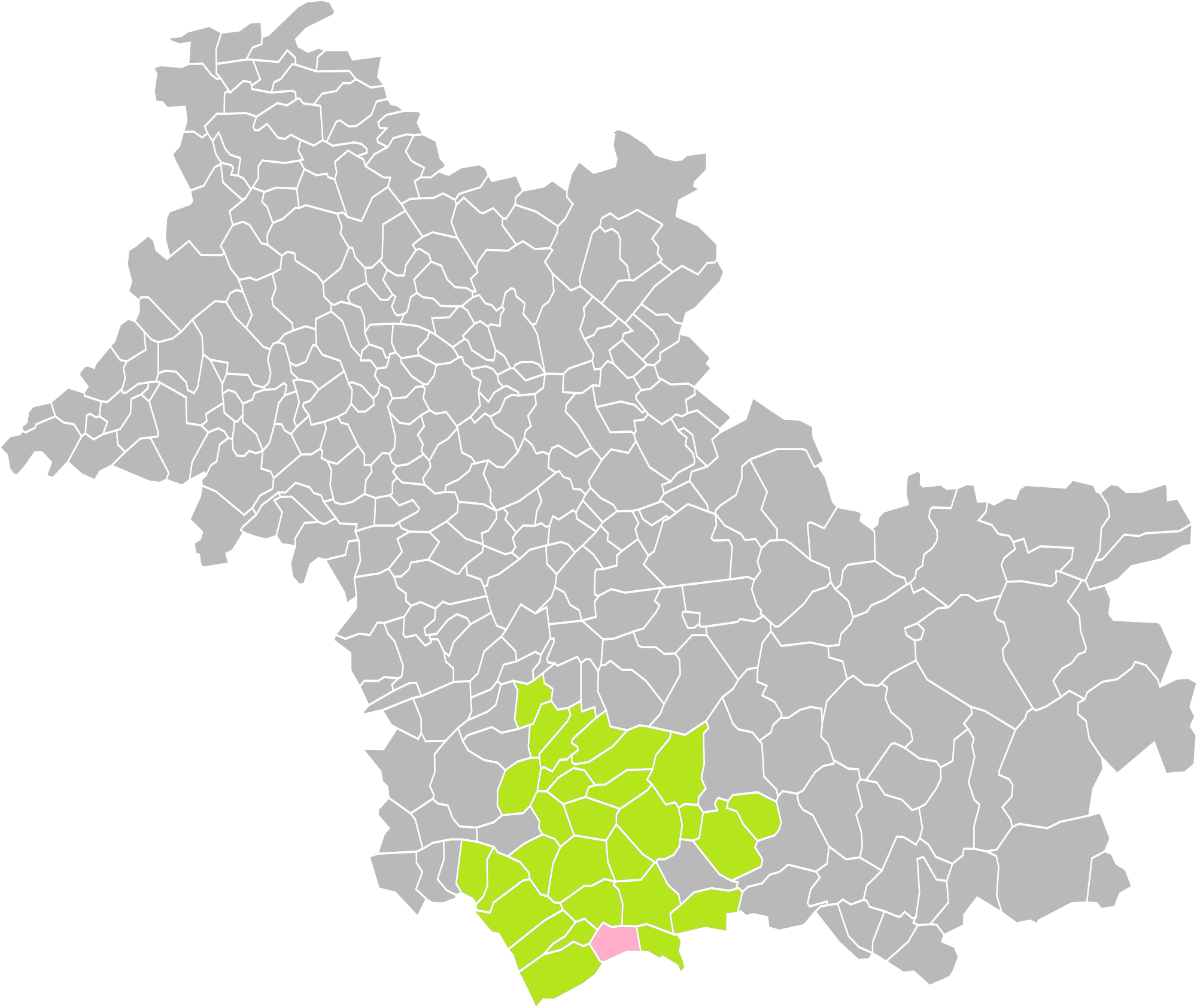
Couffy dans l'intercommunalité en 2016.
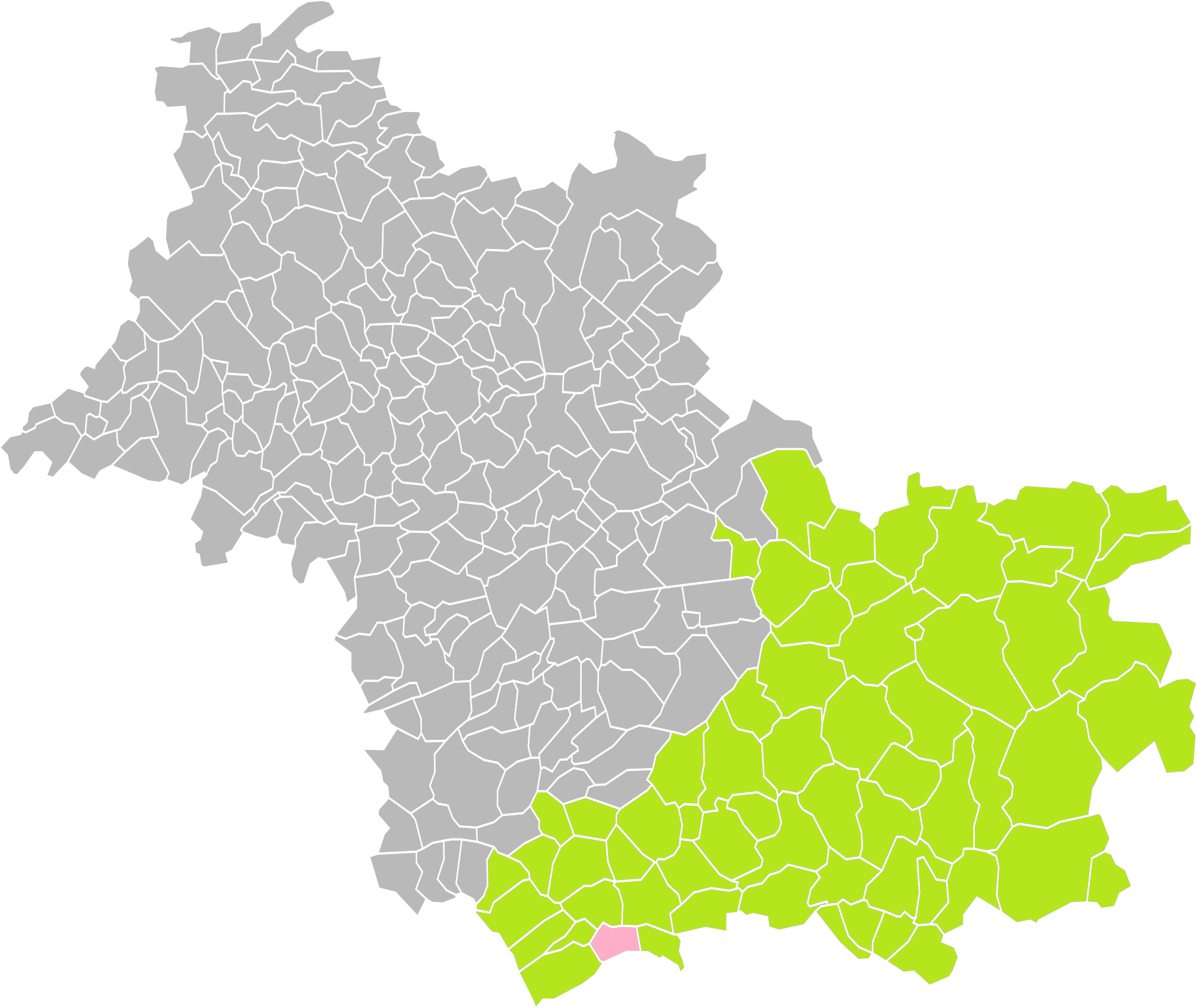
Couffy dans l'arrondissement de Romorantin-Lanthenay en 2016.
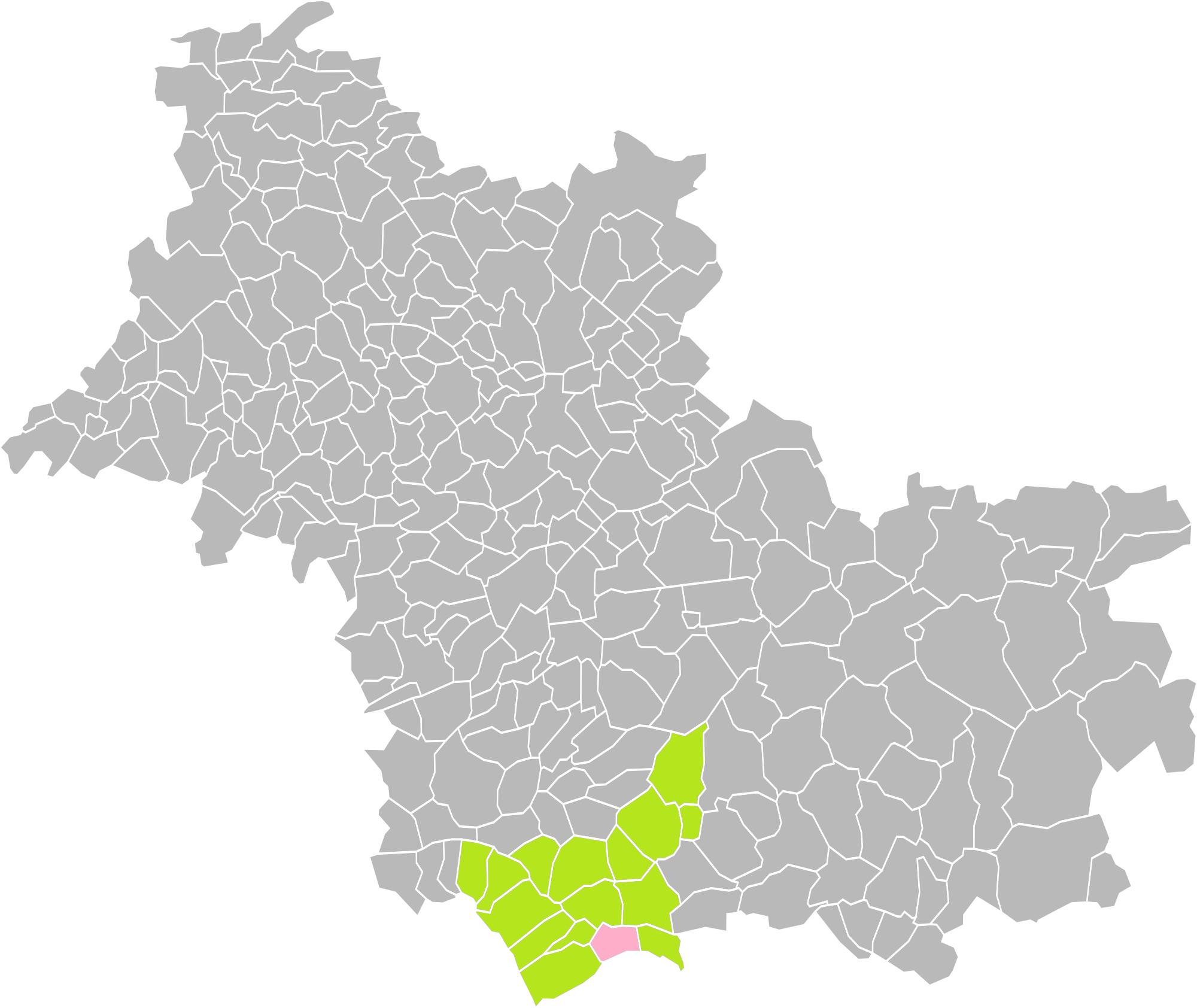
Couffy dans le canton de Saint-Aignan en 2016.

### Politique et administration municipale

#### Conseil municipal et maire
Le conseil municipal de Couffy, commune de moins de 1 000 habitants, est élu au scrutin majoritaire plurinominal avec listes ouvertes et panachage. Compte tenu de la population communale, le nombre de sièges au conseil municipal est de 11. Le maire, à la fois agent de l'État et exécutif de la commune en tant que collectivité territoriale, est élu par le conseil municipal au scrutin secret lors de la première réunion du conseil suivant les élections municipales, pour un mandat de six ans, c'est-à-dire pour la durée du mandat du conseil.
| Période                                  | Période  | Identité            | Étiquette | Qualité      |
| ---------------------------------------- | -------- | ------------------- | --------- | ------------ |
| mars 2014                                | En cours | Jean-Pierre Epiais, |           | Ancien cadre |
| Les données manquantes sont à compléter. |          |                     |           |              |

## Équipements et services

### Eau et assainissement
L'organisation de la distribution de l'eau potable, de la collecte et du traitement des eaux usées et pluviales relève des communes. La compétence eau et assainissement des communes est un service public industriel et commercial (SPIC).

#### Alimentation en eau potable
Le service d'eau potable comporte trois grandes étapes : le captage, la potabilisation et la distribution d'une eau potable conforme aux normes de qualité fixées pour protéger la santé humaine. En 2019, la commune est membre du syndicat des eaux du Boischaut Nord qui assure le service en régie.

#### Assainissement des eaux usées
En 2019, la commune de Couffy gère le service d'assainissement collectif en régie directe, c'est-à-dire avec ses propres personnels, avec le statut de régie à autonomie financière.
Deux stations de traitement des eaux usées sont en service au 1er janvier 2019 sur le territoire communal :
- « Le Bourg », un équipement utilisant la technique par décantation et lagunage naturel à faible charge (lit), dont la capacité est de 250 EH[77] ;
- « Couffy », un équipement utilisant la technique des filtres plantés, dont la capacité est de 1 000 EH, mis en service le 2 novembre 2007[78].

L'assainissement non collectif (ANC) désigne les installations individuelles de traitement des eaux domestiques qui ne sont pas desservies par un réseau public de collecte des eaux usées et qui doivent en conséquence traiter elles-mêmes leurs eaux usées avant de les rejeter dans le milieu naturel. La communauté de communes Val-de-Cher-Controis assure pour le compte de la commune le service public d'assainissement non collectif (SPANC), qui a pour mission de vérifier la bonne exécution des travaux de réalisation et de réhabilitation, ainsi que le bon fonctionnement et l'entretien des installations.

### Sécurité, justice et secours
La sécurité de la commune est assurée par la brigade de gendarmerie de Saint-Aignan qui dépend du groupement de gendarmerie départementale de Loir-et-Cher installé à Blois.
En matière de justice, Couffy relève du conseil de prud'hommes de Blois, de la Cour d'appel d'Orléans (juridiction de Blois), de la Cour d'assises de Loir-et-Cher, du tribunal administratif de Blois, du tribunal de commerce de Blois et du tribunal judiciaire de Blois.

## Population et société

### Démographie

#### Évolution démographique
L'évolution du nombre d'habitants est connue à travers les recensements de la population effectués dans la commune depuis 1793. Pour les communes de moins de 10 000 habitants, une enquête de recensement portant sur toute la population est réalisée tous les cinq ans, les populations de référence des années intermédiaires étant quant à elles estimées par interpolation ou extrapolation. Pour la commune, le premier recensement exhaustif entrant dans le cadre du nouveau dispositif a été réalisé en 2008.

En 2022, la commune comptait 503 habitants, en évolution de −0,4 % par rapport à 2016 (Loir-et-Cher : −1,15 %, France hors Mayotte : +2,11 %).
| 1793 | 1800 | 1806 | 1821 | 1831 | 1836 | 1841 | 1846 | 1851 |
| ---- | ---- | ---- | ---- | ---- | ---- | ---- | ---- | ---- |
| 549  | 547  | 547  | 603  | 626  | 648  | 685  | 664  | 644  |

| 1856 | 1861 | 1866 | 1872 | 1876 | 1881 | 1886 | 1891 | 1896 |
| ---- | ---- | ---- | ---- | ---- | ---- | ---- | ---- | ---- |
| 707  | 742  | 786  | 761  | 784  | 791  | 824  | 795  | 776  |

| 1901 | 1906 | 1911 | 1921 | 1926 | 1931 | 1936 | 1946 | 1954 |
| ---- | ---- | ---- | ---- | ---- | ---- | ---- | ---- | ---- |
| 774  | 762  | 702  | 691  | 667  | 657  | 658  | 676  | 623  |

| 1962 | 1968 | 1975 | 1982 | 1990 | 1999 | 2006 | 2008 | 2013 |
| ---- | ---- | ---- | ---- | ---- | ---- | ---- | ---- | ---- |
| 598  | 548  | 560  | 515  | 559  | 557  | 559  | 560  | 525  |

| 2018 | 2022 | - | - | - | - | - | - | - |
| ---- | ---- | - | - | - | - | - | - | - |
| 488  | 503  | - | - | - | - | - | - | - |

#### Pyramide des âges
La population de la commune est relativement âgée.
En 2018, le taux de personnes d'un âge inférieur à 30 ans s'élève à 24,4 %, soit en dessous de la moyenne départementale (31,3 %). À l'inverse, le taux de personnes d'âge supérieur à 60 ans est de 36,7 % la même année, alors qu'il est de 31,6 % au niveau départemental.
En 2018, la commune comptait 250 hommes pour 238 femmes, soit un taux de 51,23 % d'hommes, largement supérieur au taux départemental (48,55 %).
Les pyramides des âges de la commune et du département s'établissent comme suit.
| Hommes | Classe d’âge | Femmes |
| ------ | ------------ | ------ |
| 0,8    | 90 ou +      | 1,7    |
| 12,0   | 75-89 ans    | 13,0   |
| 24,4   | 60-74 ans    | 21,4   |
| 22,8   | 45-59 ans    | 21,0   |
| 14,8   | 30-44 ans    | 19,3   |
| 12,0   | 15-29 ans    | 9,2    |
| 13,2   | 0-14 ans     | 14,3   |

| Hommes | Classe d’âge | Femmes |
| ------ | ------------ | ------ |
| 1,1    | 90 ou +      | 2,6    |
| 9,2    | 75-89 ans    | 11,9   |
| 19,7   | 60-74 ans    | 20,4   |
| 20,7   | 45-59 ans    | 20     |
| 16,5   | 30-44 ans    | 16,2   |
| 15,2   | 15-29 ans    | 13,2   |
| 17,6   | 0-14 ans     | 15,7   |

## Économie

### Secteurs d'activité
Le tableau ci-dessous détaille le nombre d'entreprises implantées à Couffy selon leur secteur d'activité et le nombre de leurs salariés :
|                                                              | total | % com (% dep) | 0 salarié | 1 à 9 salarié(s) | 10 à 19 salariés | 20 à 49 salariés | 50 salariés ou plus |
| ------------------------------------------------------------ | ----- | ------------- | --------- | ---------------- | ---------------- | ---------------- | ------------------- |
| Ensemble                                                     | 49    | 100,0 (100)   | 35        | 14               | 0                | 0                | 0                   |
| Agriculture, sylviculture et pêche                           | 15    | 30,6 (11,8)   | 10        | 5                | 0                | 0                | 0                   |
| Industrie                                                    | 2     | 4,1 (6,5)     | 0         | 2                | 0                | 0                | 0                   |
| Construction                                                 | 6     | 12,2 (10,3)   | 5         | 1                | 0                | 0                | 0                   |
| Commerce, transports, services divers                        | 23    | 46,9 (57,9)   | 19        | 4                | 0                | 0                | 0                   |
| dont commerce et réparation automobile                       | 5     | 10,2 (17,5)   | 4         | 1                | 0                | 0                | 0                   |
| Administration publique, enseignement, santé, action sociale | 3     | 6,1 (13,5)    | 1         | 2                | 0                | 0                | 0                   |
| Champ : ensemble des activités.                              |       |               |           |                  |                  |                  |                     |

Le secteur du commerce, transports et services divers est prépondérant dans la commune (23 entreprises sur 49) néanmoins le secteur agricole reste important puisqu'en proportions (30,6 %), il est plus important qu'au niveau départemental (11,8 %).
Sur les 49 entreprises implantées à Couffy en 2016, 35 ne font appel à aucun salarié et 14 comptent 1 à 9 salariés.
Au 1er juillet 2017, la commune est classée en zone de revitalisation rurale (ZRR), un dispositif visant à aider le développement des territoires ruraux principalement à travers des mesures fiscales et sociales. Des mesures spécifiques en faveur du développement économique s'y appliquent également.

### Agriculture
En 2010, l'orientation technico-économique de l'agriculture dans la commune est la polyculture et le polyélevage. Le département a perdu près d'un quart de ses exploitations en 10 ans, entre 2000 et 2010 (c'est le département de la région Centre-Val de Loire qui en compte le moins). Cette tendance se retrouve également au niveau de la commune où le nombre d'exploitations est passé de 51 en 1988 à 25 en 2000 puis à 15 en 2010. Parallèlement, la taille de ces exploitations augmente, passant de 16 ha en 1988 à 39 ha en 2010.
Le tableau ci-dessous présente les principales caractéristiques des exploitations agricoles de Couffy, observées sur une période de 22 ans :
|                                      | 1988                 | 2000                 | 2010                 |
| Dimension économique                 | Dimension économique | Dimension économique | Dimension économique |
| ------------------------------------ | -------------------- | -------------------- | -------------------- |
| Nombre d'exploitations (u)           | 51                   | 25                   | 15                   |
| Travail (UTA)                        | 77                   | 34                   | 29                   |
| Surface agricole utilisée (ha)       | 796                  | 542                  | 588                  |
| Cultures                             |                      |                      |                      |
| Terres labourables (ha)              | 358                  | 252                  | 352                  |
| Céréales (ha)                        | 195                  | 148                  | 207                  |
| dont blé tendre (ha)                 | 20                   | 90                   | 114                  |
| dont maïs-grain et maïs-semence (ha) | 78                   | 18                   | 32                   |
| Tournesol (ha)                       | 21                   | 24                   | s                    |
| Colza et navette (ha)                | 0                    | s                    | s                    |
| Élevage                              |                      |                      |                      |
| Cheptel (UGBTA)                      | 425                  | 212                  | 340                  |

#### Produits labellisés
La commune de Couffy est située dans l'aire de l'appellation d'origine protégée (AOP)  de six produits : trois fromages (le Sainte-maure-de-touraine, le Selles-sur-cher et le Valençay) et trois vins (le crémant-de-loire, le rosé-de-loire et le Touraine).
Le territoire de la commune est également intégré aux aires de productions de divers produits bénéficiant d'une indication géographique protégée (IGP) : les rillettes de Tours, le vin Val-de-loire, les volailles de l’Orléanais et les volailles du Berry,.

Quelques produits labellisés de Couffy.
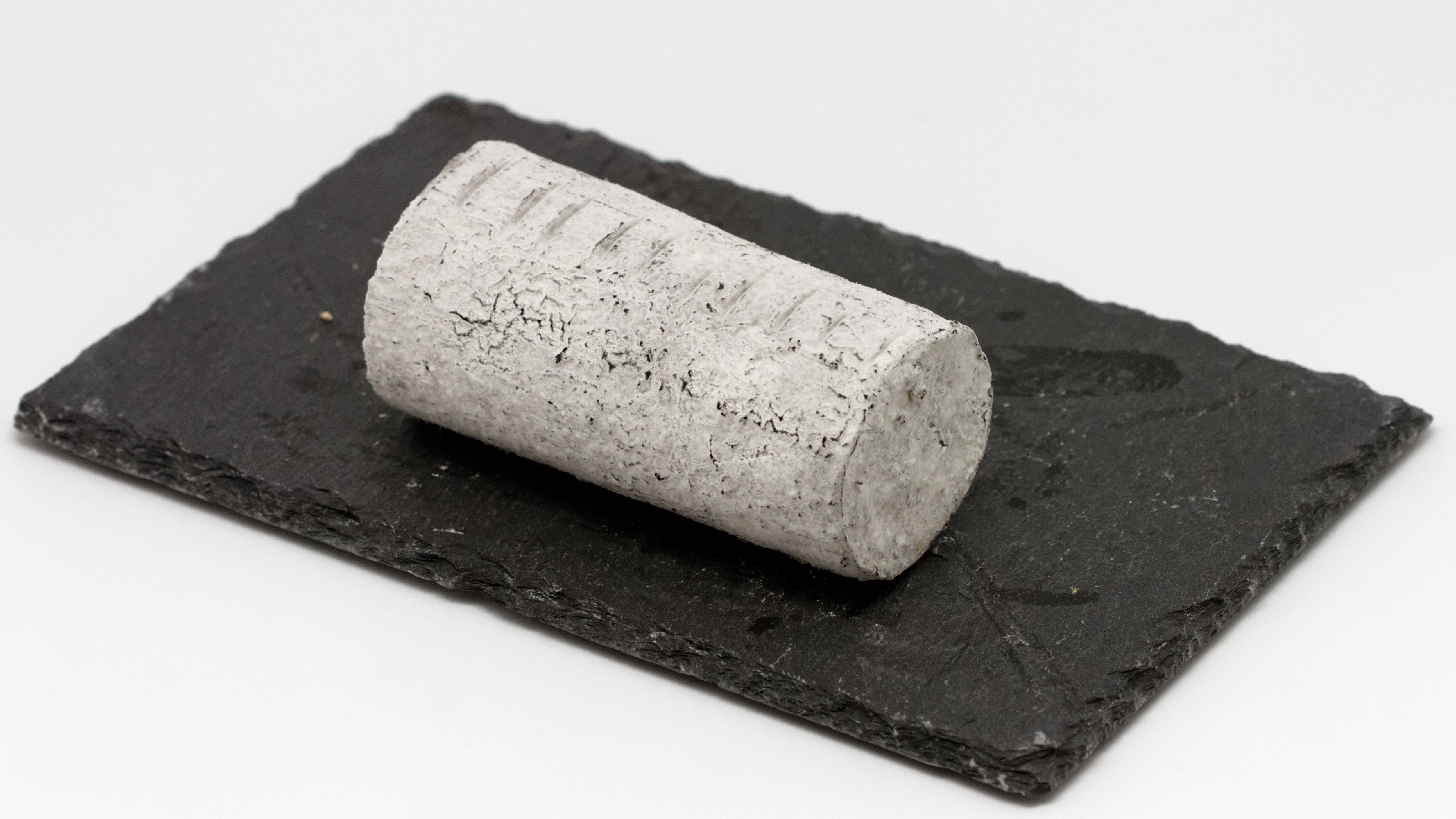
Sainte-maure-de-touraine.
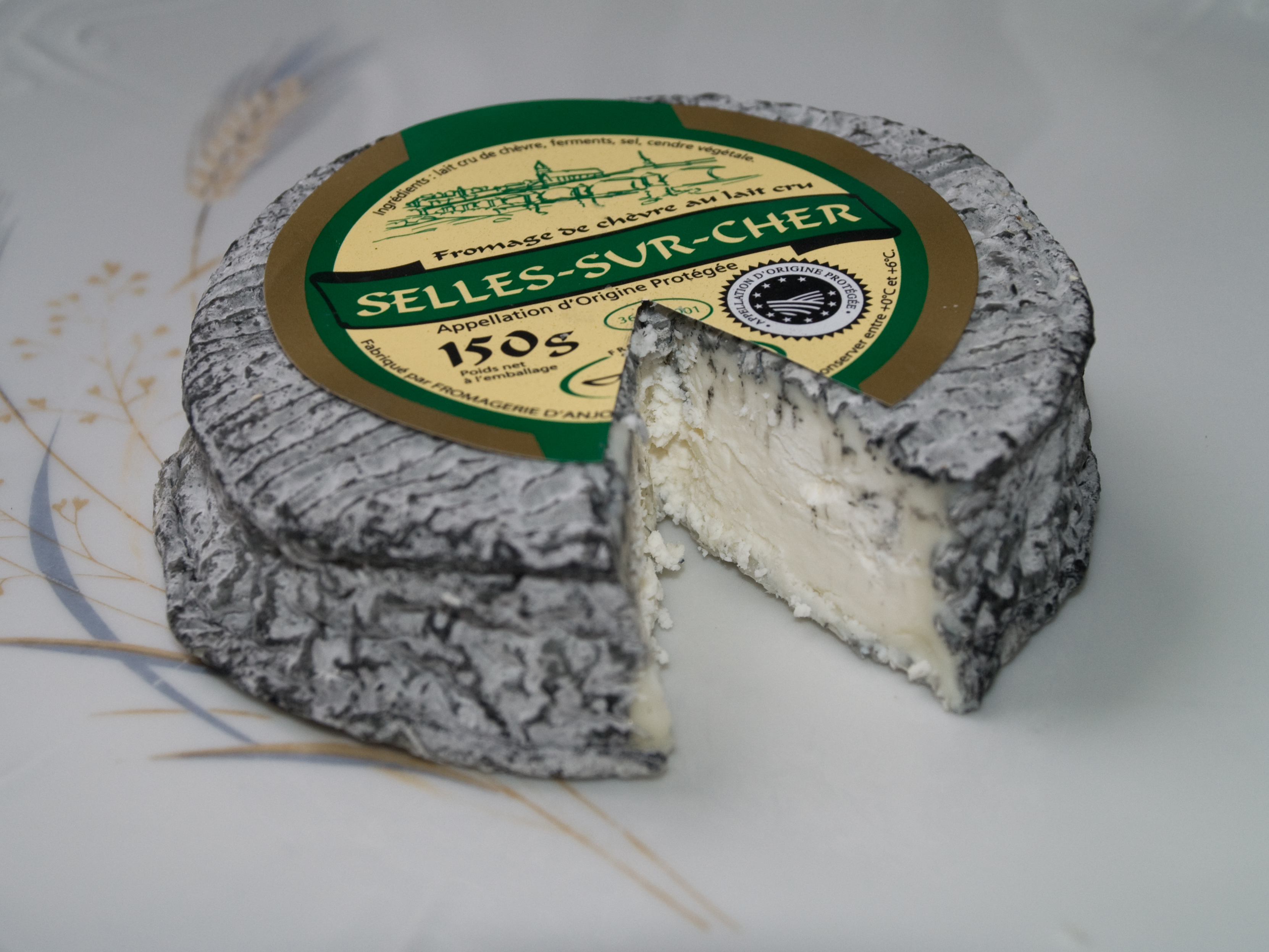
Selles-sur-cher.
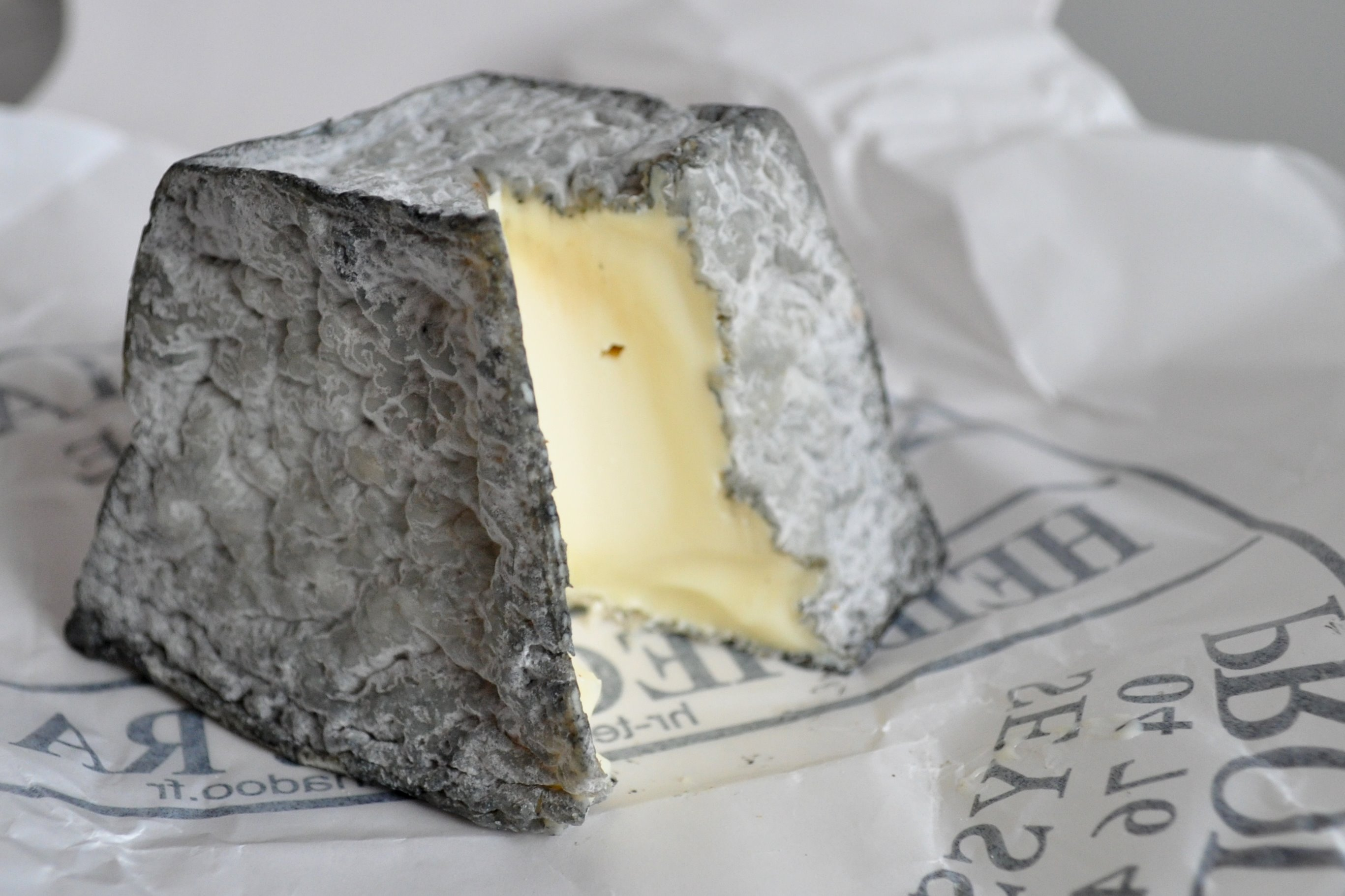
Fromage de Valençay.
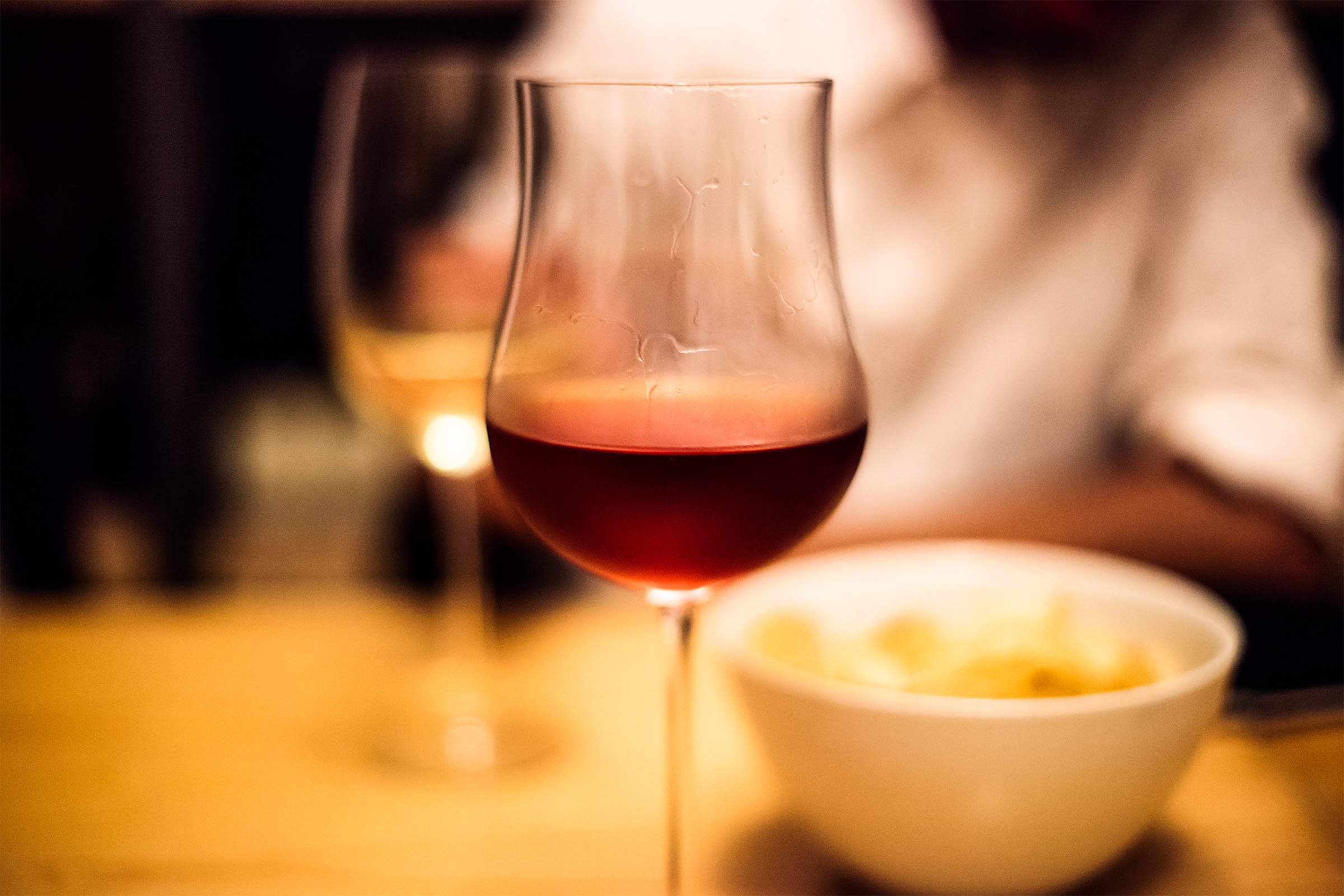
Touraine rouge.

## Culture locale et patrimoine

### Voies
| 44 odonymes recensés à Couffy au 18 février 2014            | 44 odonymes recensés à Couffy au 18 février 2014 | 44 odonymes recensés à Couffy au 18 février 2014 | 44 odonymes recensés à Couffy au 18 février 2014 | 44 odonymes recensés à Couffy au 18 février 2014 | 44 odonymes recensés à Couffy au 18 février 2014 | 44 odonymes recensés à Couffy au 18 février 2014 | 44 odonymes recensés à Couffy au 18 février 2014 | 44 odonymes recensés à Couffy au 18 février 2014 | 44 odonymes recensés à Couffy au 18 février 2014 | 44 odonymes recensés à Couffy au 18 février 2014 | 44 odonymes recensés à Couffy au 18 février 2014 | 44 odonymes recensés à Couffy au 18 février 2014 | 44 odonymes recensés à Couffy au 18 février 2014 | 44 odonymes recensés à Couffy au 18 février 2014 | 44 odonymes recensés à Couffy au 18 février 2014 |
| Allée                                                       | Avenue                                           | Bld                                              | Chemin                                           | Clos                                             | Impasse                                          | Montée                                           | Passage                                          | Place                                            | Pont                                             | Route                                            | Rue                                              | Sentier                                          | Venelle                                          | Autres                                           | Total                                            |
| ----------------------------------------------------------- | ------------------------------------------------ | ------------------------------------------------ | ------------------------------------------------ | ------------------------------------------------ | ------------------------------------------------ | ------------------------------------------------ | ------------------------------------------------ | ------------------------------------------------ | ------------------------------------------------ | ------------------------------------------------ | ------------------------------------------------ | ------------------------------------------------ | ------------------------------------------------ | ------------------------------------------------ | ------------------------------------------------ |
| 0                                                           | 0                                                | 0                                                | 12                                               | 0                                                | 9                                                | 0                                                | 0                                                | 2                                                | 0                                                | 2                                                | 17                                               | 0                                                | 0                                                | 2                                                | 44                                               |
| Notes « N »                                                 | Notes « N »                                      | 1. 2. 3.                                         | 1. 2. 3.                                         | 1. 2. 3.                                         | 1. 2. 3.                                         | 1. 2. 3.                                         | 1. 2. 3.                                         | 1. 2. 3.                                         | 1. 2. 3.                                         | 1. 2. 3.                                         | 1. 2. 3.                                         | 1. 2. 3.                                         | 1. 2. 3.                                         | 1. 2. 3.                                         | 1. 2. 3.                                         |
| Sources : rue-ville.info & perche-gouet.net & OpenStreetMap |                                                  |                                                  |                                                  |                                                  |                                                  |                                                  |                                                  |                                                  |                                                  |                                                  |                                                  |                                                  |                                                  |                                                  |                                                  |

### Lieux et monuments
- Gentilhommière dit le Château.
- Pigeonnier du XVe siècle, restauré. Il dépendait de l'abbaye de Selles.
- Fours à pain.
- Loges de vignes.
- Église Saint-Martin : chœur du XIIIe siècle de deux travées à voûtes d'ogives et culs-de-lampe sculptés, chevet plat à triplet, nef du XVIe siècle de trois travées à voûtes d'ogives et clefs sculptées, chapelles latérales et clocher de façade datant de 1878.

## Culture
La commune organise des expositions archéologiques.
Diderot cite dans l'Encyclopédie Couffy en même temps que Meusnes comme « les endroits de la France qui produisent les meilleures pierres à fusil, & presque les seules bonnes. »

### Associations
- Chorale « Les Chants du Fouzon ».

### Héraldique
|  | Les armoiries de Couffy se blasonnent ainsi : D'azur au taureau d'or allumé, accorné et onglé de gueules, à la langue fourchue de même, senestré en chef d'un briquet aussi d'or pierré aussi de gueules. Création Cl. Chevy (1989). |

## Personnalités liées à la commune
Elodie Doreau : médecin